# صبحانه با زرافه‌ها
 صبحانه با زرافه‌ها یک فیلم کمدی سیاه به کارگردانی سروش صحت و تهیه‌کنندگی سید مصطفی احمدی است. این فیلم دومین ساختهٔ سینمایی صحت بعد از جهان با من برقص (۱۳۹۸) است و بهرام رادان، پژمان جمشیدی، بیژن بنفشه‌خواه و هوتن شکیبا نقش‌های اصلی آن را ایفا می‌کنند.
صبحانه با زرافه‌ها نخستین بار در چهل و دومین دورهٔ جشنوارهٔ فیلم فجر حضور یافت. نمایش عمومی فیلم از ۹ آبان ۱۴۰۳ در سینماهای ایران آغاز و در نهایت با فروش ۱۹۶۹۰۶۸ بلیت در ۴۹۷۵۷ سانس و ۶۹۵ سالن در مجموع با فروش معادل ۱.۲۱۳.۳۷۴.۲۶۰.۰۰۰ ریال با رتبه پنجم فروش سال ۱۴۰۳ به اکران خود پایان داد.
این فیلم بعد از فیلم های هفتاد سی، تگزاس ۳، زودپز و تمساح خونی در رتبه ۵ فروش قرار گرفت و استقبال مخاطبان از آن بسیار زیاد بود.

## داستان
پویا، شاهین و مجتبی به عروسی رضا دعوت شده‌اند، رضا یعنی داماد چند سالی دنبال بله گرفتن از خانواده عروس بوده و بالاخره موفق شده امشب مراسم عروسی برپا کند، خانواده عروس سنتی هستند و مجتبی که فامیل نزدیک داماد هست به توصیه او امشب به الکل لب نمی‌زند اما دوستانش برای خوش‌گذرانی به استفاده از مواد مخدر مثل کوکائین روی می‌آورند و به مجتبی و رضا هم پیشنهاد می‌دهند، البته در موتورخانه ساختمان و دور از چشم همه، برادر عروس هم مدام چارچشمی مراقب داماد هست که دست از پا خطا نکند، همه چیز خوب پیش می‌رود تا وقتی که رضا اوردوز می‌کند و این شب مبارک به شبی وحشتناک تبدیل می‌شود.

## بازیگران
| بازیگر         | نقش   | توضیحات                                  |
| -------------- | ----- | ---------------------------------------- |
| بهرام رادان    | مجتبی | پسرعموی رضا و دوست پویا و شاهین          |
| پژمان جمشیدی   | رضا   | داماد، پسرعموی مجتبی و دوست پویا و شاهین |
| هوتن شکیبا     | پویا  | دوست رضا، مجتبی و شاهین                  |
| بیژن بنفشه‌خواه | شاهین | دوست پویا، رضا، مجتبی و دکتر             |
| مجید یوسفی     | سعید  | برادر عروس                               |
| هادی حجازی‌فر   | دکتر  | دوست شاهین                               |